# ۱۳۲۸ (قمری)
۱۳۲۸ (قمری)، هزار و سیصد و بیست و هشتمین سال در گاهشماری هجری قمری است. اول محرم این سال برابر با سیزدهم ژانویه سال ۱۹۱۰ میلادی است.

## وابسته
- احمد کسروی
- پوراندخت‌نامه
- دانش (نشریه)